# هدرای الجزایری
هدرای الجزایری (نام علمی: Hedera algeriensis) نام یک گونه از سرده عشقه است.